# 17-й проезд Марьиной Рощи
17-й прое́зд Ма́рьиной Ро́щи — улица на севере Москвы в районе Марьина Роща Северо-Восточного административного округа, между Старомарьинским шоссе и Огородным проездом. Назван по местности Марьина Роща, находившейся вблизи деревни Марьино (на месте нынешней Калибровской улицы). В прошлом 6-й Лихоборский проезд. Переименован в 1930 году.

## Расположение
Проходит с юго-востока на северо-запад, начинается от Старомарьинского шоссе как продолжение 14-го проезда Марьиной Рощи, пересекает Анненскую улицу и переходит в Огородный проезд.

## Учреждения и организации
- Дом 1 — Московское опытное предприятие «Союзцветметавтоматика» НТК «Цветметавтоматика»; журнал «Маркшейдерия и недропользование»; Дом рекламы;
- Дом 2 — Компьютерный дом «Новая электронная фирма»;
- Дом 5 — СУ № 15 Мослифт;
- Дом 9 — Московский институт материаловедения и эффективных технологий;
- Дом 11 — Asean